# ホーカー
ホーカー (Hawker) は、オーストラリア人で英国で活躍したハリー・ホーカーが1920年に英国で航空機メーカー、ホーカー・エアクラフト (Hawker Aircraft) として創業。1935年にJ・D・シドレーの買収によりホーカー・シドレー社のブランドとなった。数々の会社を経ながらも輝かしい過去を想起させる航空機のブランド名として、現在も使用されている。

## 航空機メーカー時代

### ハリー・ホーカーの時代（1920年-1935年）
第一次世界大戦が終結し、英国政府が軍用機の発注を停止したため、1920年、ソッピース・アビエーション・カンパニー（Sopwith Aviation Company: 以降ソッピース社）が倒産 (voluntary liquidation)。オーストラリア人で、ソッピース社のテストパイロットだったハリー・ホーカーが、トマス・ソッピースらとともに4人で、ソッピース社の資産を購入し1920年にHGホーカー・エンジニアリングを設立したことに始まる。ハリー・ホーカーは1年後の1921年に飛行機事故で亡くなっている。
- 1920年: H・G・ホーカー・エンジニアリング (H.G. Hawker Engineering)
- 1933年: ホーカー・エアクラフト・リミテッド (Hawker Aircraft Limited) に社名変更。
  - 大恐慌を乗り切り、1934年にはグロスター・エアクラフト・カンパニー (Gloster Aircraft Company) を買収。

## ブランド化

### J・D・シドレーの時代（1935年-1950年代）
1935年、J・D・シドレーがホーカー・エアクラフト・リミテッドを買収し、エンジン製作自動車製作をおこなっていたアームストロング・シドレー (Armstrong Siddeley) 社のその子会社で航空機製造をおこなっていたアームストロング・ホイットワース (Sir W G Armstrong Whitworth & Co Ltd) と合併し、ホーカー・シドレー・エアクラフト (Hawker Siddeley Aircraft) となった。
のちに、1910年から続いていた A. V. Roe and Company（アブロ）を買収。第二次世界大戦ごろにはホーカー・シドレーは英国の最重要航空機製造会社となっていた。代表的なものにホーカー ハリケーン戦闘機がある。
第二次世界大戦後は航空機から徐々に業態を多様化させ、機械部品や、モーターなどの企業を買収し、ホーカー・シドレー社は企業多角化に向かう。1973年、産業用電子事業会社 Aberdare Holdings を買収。Aberdare Holdings 傘下のサウス・ウェールズ・スイッチギア社 (South Wales Switchgear) が1990年に Brush Switchgear と合併。しかし事業とブランドは独立して継続。1992年にホーカー・シドレー・スイッチギア (Hawker Siddeley Switchgear (HSS)) となっている。1996年、FKI plc がHSSを買収、会社は継続。HSS社はオーストラリアに子会社ホーカー・シドレー・スイッチギア・オーストラリア社を所有している。他に、ホーカー・シドレー・パワー・トランスフォーマーズ (Hawker Siddeley Power Transformers) がその名前を継承している。カナダでは、Avro Canada / Hawker Siddeley Canada を継承している会社として、マゼラン・エアロスペース・コーポレーション (Magellan Aerospace Corporation) 傘下のオレンダ・エアロスペース (Orenda Aerospace) があるが当時よりもその規模と事業範囲は大きく狭まっている。

### 国有化の時代（1950年代後半-1990年）
1950年代後半から、英国政府は、航空機発注量の低下に伴い、当時15あった国内企業の合併を促進することにより企業規模の拡大を図っていた。ホーカー・シドレーは、航空機事業と航空宇宙事業と2分割された。英国政府の資本が導入されながらも、まだこの時期は各企業として独自に活動していた。
- ブリティッシュ・エアクラフト・コーポレーション (British Aircraft Corporation:BAC) - 1960年にビッカース＝アームストロング (Vickers-Armstrong, Ltd)、English Electric、Bristol Aeroplaneが合併した会社。それぞれはBAC下でも独立して活動していた。
- ホーカー・シドレー・アビエーション (Hawker Siddeley Aviation)
- ホーカー・シドレー・ダイナミクス (Hawker Siddeley Dynamics)
- スコティッシュ・アビエーション (Scottish Aviation:1938-1977)

航空機はホーカー・シドレー・アビエーション、ミサイル・ロケット技術はホーカー・シドレー・ダイナミクスでおこなわれた。ホーカー・シドレー・アビエーションでは、デ・ハビランドのエグゼクティブツインジェット HS 125 やアブロのターボプロップエアライナー HS 748 の生産もおこなっていた。また、1964年には3ジェットエンジン機トライデントも製作した。軍用機ではブラックバーンのバッカニア攻撃機や HS 1182 ホーク練習機、デハビランド コメットの対潜哨戒機版ニムロッド、ハリアー戦闘機などがある。
最終的には、航空機造船産業法 (Aircraft and Shipbuilding Industries Act) により、1977年4月29日に4つの企業群は持ち株会社 BAe (British Aerospace plc) の傘下となった。
1978年にはBAeの傘下にホーカー・シドレー・グループPLC（1978年-1990年）が結成される。
- 買収: BAe傘下でもさまざまな企業を買収している
  - 1986年、パワーコンバージョン (Power Conversion Inc) 買収
  - 1987年、米国の航空宇宙産業への電子サブシステム納入主要メーカーである米国企業エアロスペース・アビオニクス (Aerospace Avionics Inc.,) を買収
  - 1988年、米国企業アメリカン・テクニカル・インダストリーズ (American Technical Industries) の子会社 Von Weise を買収し傘下の米国企業 Fasco Industries に合併。Von Weise は FHP（fractional horsepower: 極少馬力）モーター、減速機、さらに医療機器、食材生産、製氷機械などのメーカー。

### 分割の時代
経営強化のために買収もなされたが、買収と分離の中で多様な事業を経たホーカー・シドレーの事業部分は分割され売買の対象となる。それに伴い製造販売の資産の一部としてホーカーやホーカー・シドレーという名前もブランド（商標権）として多様化した役割を持つようになる。ホーカーは航空機ブランドとして使用されているが、ホーカー・シドレーは、航空機ブランドとしてだけではなく、歴史において使用された多様な分野を含んだ成功した事業ブランドとして位置づけられ、売却に際しては多様な事業のブランドとして切り売りされ、多方面に使用され拡散していく。

#### ホーカー・パシフィック・エアロスペース（1980年-*）
1980年、ホーカー・パシフィック・エアロスペース (Hawker Pacific Aerospace) として独立。

#### BTR（1990年-*）
1991年、電気技術会社となっていたホーカー＝シドレー・グループ (Hawker Siddeley Group Plc) をBTRエアロスペース・グループ (BTR Aerospace Group) が買収。（BTRエアロスペース・グループは1985年までBTRインダストリーズ (BTR Industries)。こののち、Doughty Hanson & Co が買収し Dunlop Standard Aerospace Group、その後 Standard Aerospace Group と変遷している。）

#### レイセオン（1993年-2007年）

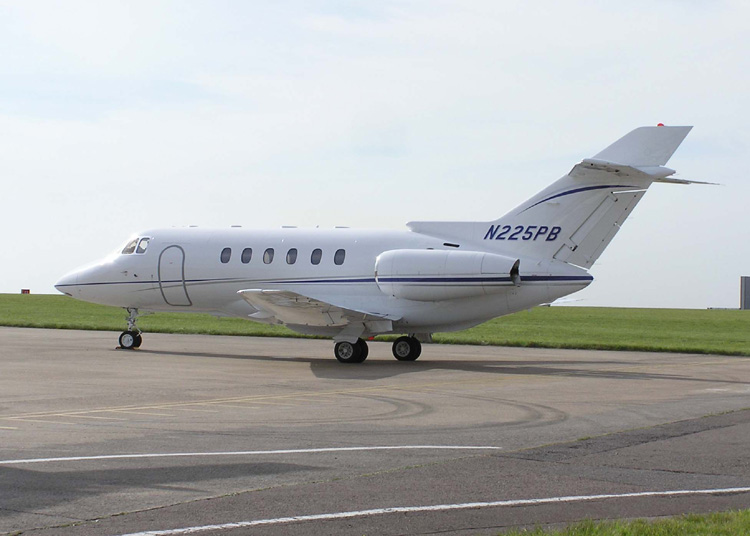
レイセオン ホーカー 800 ビジネス・ジェット

BAeは1993年8月に中型機ホーカー・ジェット機の製品ラインを所有する傘下のブリティッシュ・エアロスペース・コーポレート・ジェッツ・リミテッド (British Aerospace Corporate Jets Ltd) を米国の軍事産業レイセオンに売却する。1994年9月以降、米国カンザス州ウィチタを拠点とする航空機会社レイセオン・エアクラフト・カンパニーでビーチクラフトと同社の一般航空機製品ラインの2大ブランドのひとつとなっていた。
- 1993年8月にホーカーの伝統は米国のレイセオンでビジネスジェットとして名前が引き継がれた。レイセオン傘下では「レイセオン・コーポレート・ジェッツ」社が設立される。
- 1994年9月にレイセオン傘下で「ビーチ・エアクラフト・コーポレーション」と「レイセオン・コーポレート・ジェッツ」が合併し「レイセオン・エアクラフト・カンパニー」となる。

#### ホーカー・ビーチクラフト・コーポレーション（2007年 - ）
2006年12月21日に、カナダの投資会社である Onex Corporation や 投資銀行のゴールドマン・サックスが合弁事業としてレイセオンの航空機事業であるレイセオン・エアクラフト社の買収を予定しているとレイセオン自身が発表した。ホーカー・ビーチクラフト・コーポレーション (Hawker Beechcraft Corporation) が本社を米国カンザス州ウィチタとして設立される予定とあわせて発表された。レイセオンでなされたホーカーとビーチクラフトの事業をあわせた形を社名として名づけたものとなっている。2007年3月26日に33億ドルでの売却が完了したと発表されている。